# Нове Село (Хмельницький район)
Нове́ Село́ — село в Україні, у Ярмолинецькій селищній громаді Хмельницького району Хмельницької області. Населення становить 815 осіб.

## Історія
08 жовтня 2023 року селі Нове Село парафія церкви Святого Дмитра перейшла з Московського патріархату в Православну Церкву України. Вперше, в місцевій церкві пролунала молитва українською мовою.

## Символіка

### Герб
У щиті, розтятому срібним і червоним, два птахи Фенікс, обернені один до одного, змінних з полями тинктур, і розтяте червоним і срібним полум’я. В лазуровій главі срібна стріла. База, розтята червоним і срібним,  ламана в п’ять зламів. Щит вписаний в золотий декоративний картуш і увінчаний золотою сільською короною. Унизу картуша напис "НОВЕ СЕЛО".

### Прапор
Квадратне полотнище розділене горизонтально у співвідношенні 1:5. Верхня смуга синя; нижня розділена вертикально на рівновеликі білу древкову і вільну червону частини. На верхній смузі біла стріла, обернена до древка. З нижнього пруга виходять три трикутники висотою в 5/24 від висоти прапора, на древковій частині червоний, на вільній частині білий, середній розділений вертикально на червону і білу половини.  З  вершини середнього трикутника до крайніх точок перетину верхніх смуг виходить розділена вертикально V-подібна фігура, з якої угору виходить трикутник висотою 5/24 від висоти прапора, на древковій частині червона, на вільній частині біла.

### Пояснення символіки
Стріла і птах Фенікс означає відродження села після спалення татарами; окрім того, це частина герба Орловських. Ламана база означає попередню назву села - Яри.
На прапорі повторюються кольори і фігури герба.

## Відомі люди
- Борбуцький Юрій Іванович (1974—2015) — солдат Збройних сил України, учасник російсько-української війни.

## Галерея

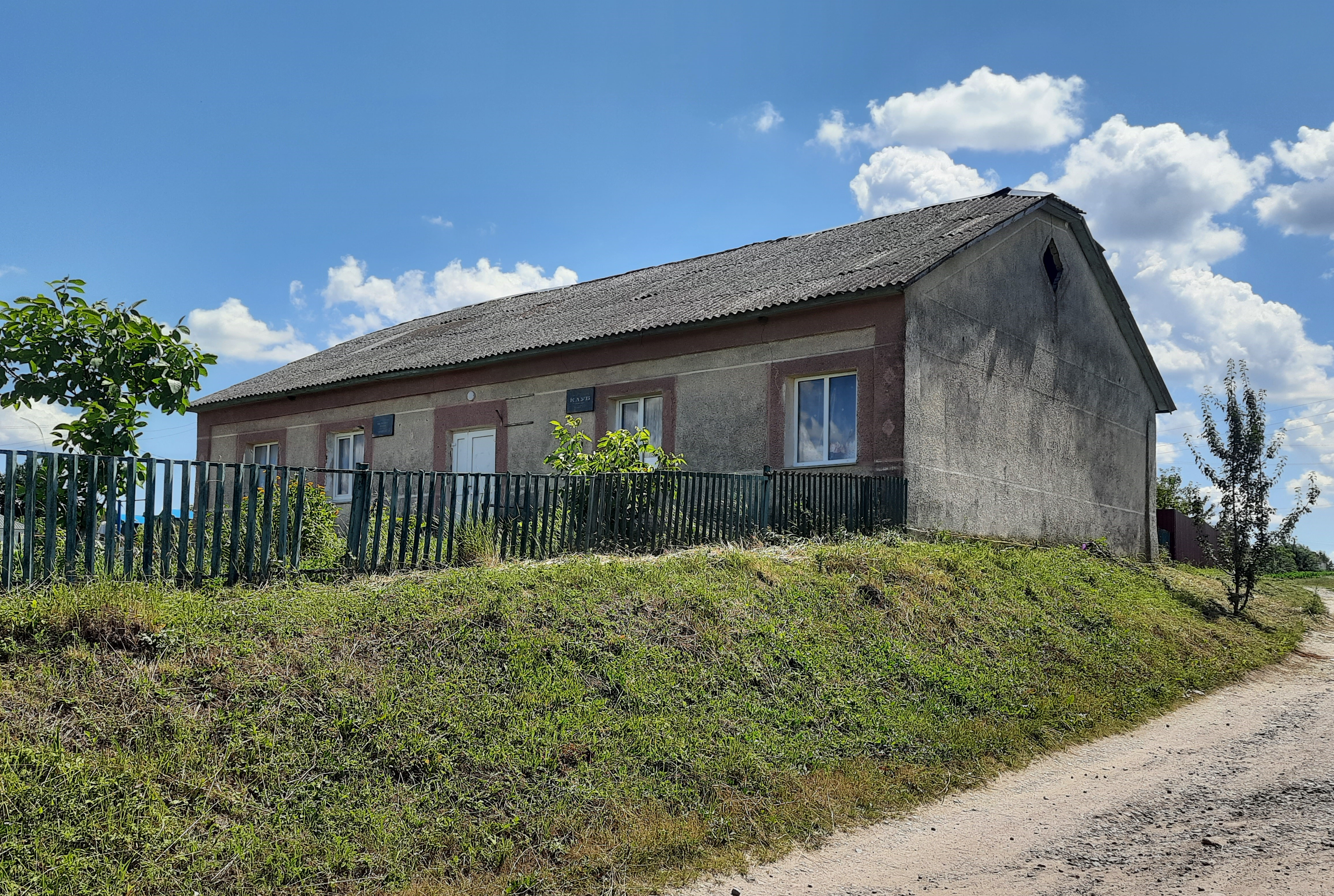
Клуб
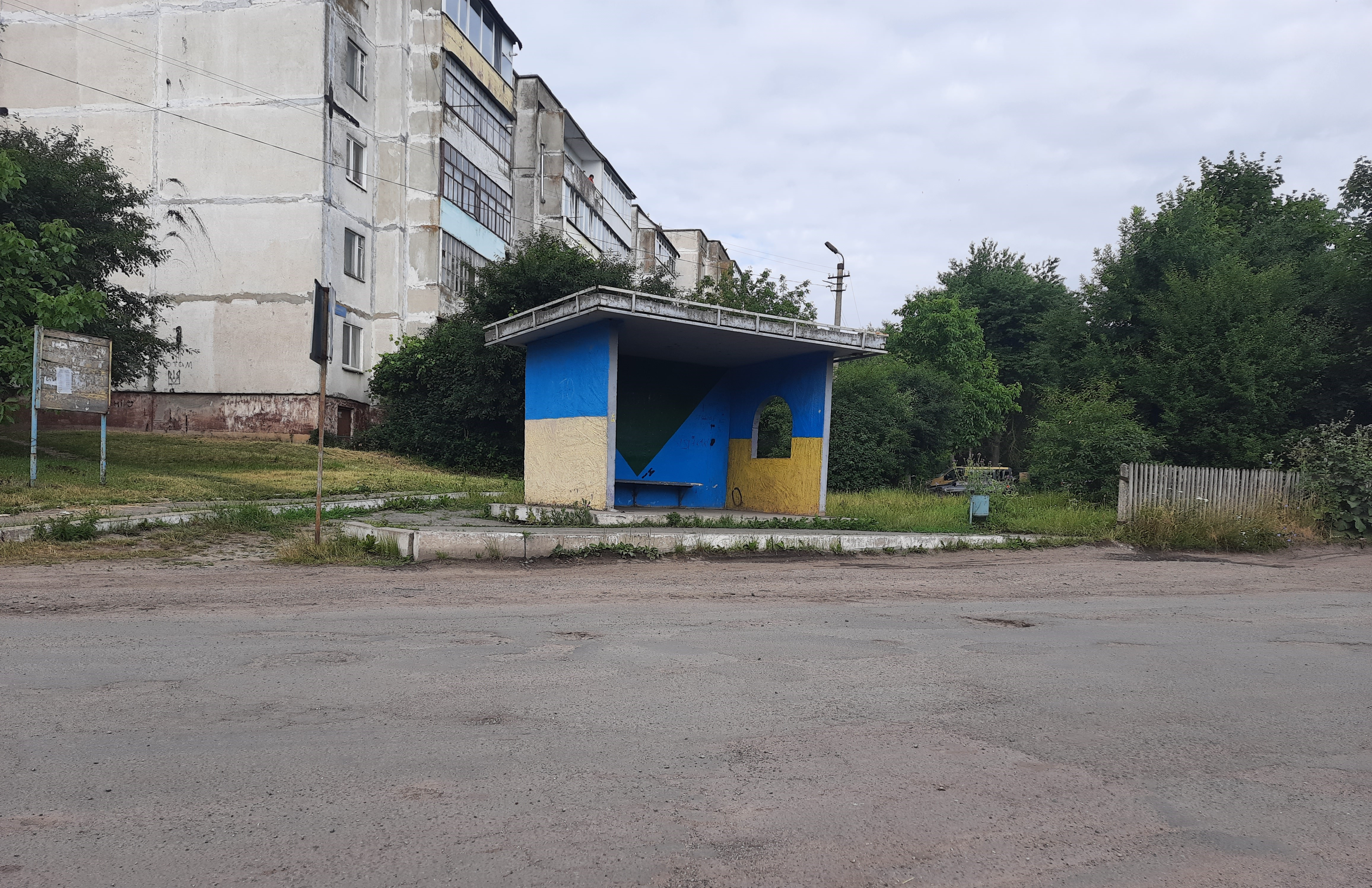
Автобусна зупинка
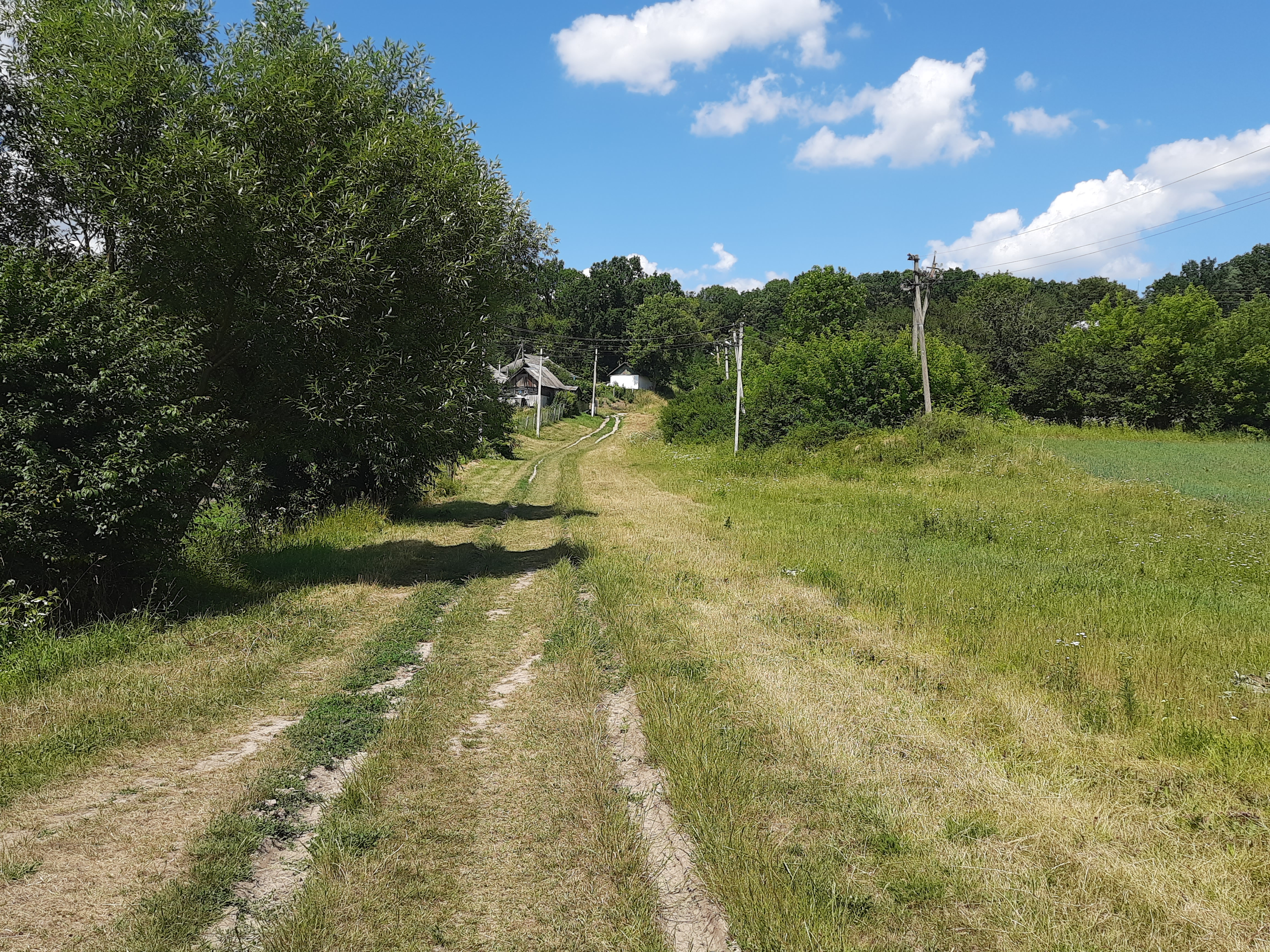
Сільський пейзаж
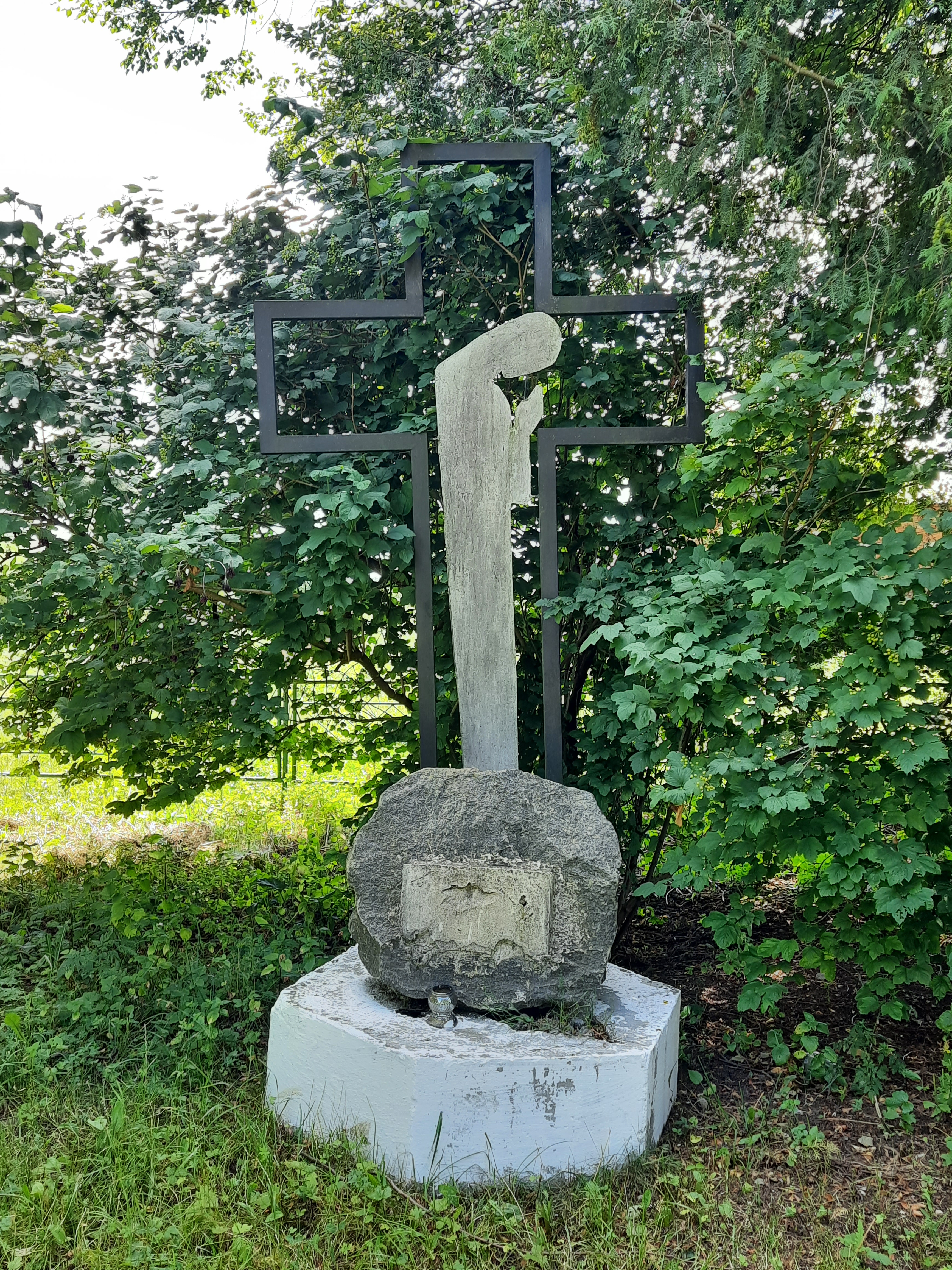
Пам'ятний знак жертвам голодомору